# Janiodes flexuosa
Janiodes flexuosa är en fjärilsart som beskrevs av Paul Dognin 1911. Janiodes flexuosa ingår i släktet Janiodes och familjen påfågelsspinnare. Inga underarter finns listade i Catalogue of Life.